# Dampfiella papuana
Dampfiella papuana är en kvalsterart som beskrevs av J. och P. Balogh 1986. Dampfiella papuana ingår i släktet Dampfiella och familjen Dampfiellidae. Inga underarter finns listade i Catalogue of Life.